# Sapygina
Sapygina is een geslacht van vliesvleugelige insecten van de familie knotswespen (Sapygidae).

## Soorten
- S. decemguttata - kleine knotswesp (Jurine, 1807)
- S. kurzenkoi Gusenleitner, 1997